# Supercoppa portoghese 2017 (pallavolo maschile)
La Supercoppa portoghese 2017 si è svolta il 30 settembre 2017: al torneo hanno partecipato due squadre di club portoghesi e la vittoria finale è andata per la quinta volta all'Espinho.

## Regolamento
Le squadre hanno disputato una gara unica.

## Squadre partecipanti
| Squadra | Qualificazione                         | Ultima partecipazione      |
| ------- | -------------------------------------- | -------------------------- |
| Benfica | Vincitrice Primeira Divisão 2016-17    | Supercoppa portoghese 2016 |
| Espinho | Vincitrice Coppa di Portogallo 2016-17 | Supercoppa portoghese 2015 |

## Torneo
| 30 settembre 2017 Pavilhão Cidade de Almada, Almada Durata: 2h:26 - Spettatori: ? | Benfica | 2 - 3 | Espinho | 25-19, 22-25, 23-25, 31-29, 11-15 |